# Mòhua menuda
La mòhua menuda (Mohoua novaeseelandiae) és un ocell de la família dels mohòvids (Mohouidae).

## Taxonomia
Ubicada al monotípic gènere Finschia (Hutton, 1903) a la classificació del Congrés Ornitològic Internacional fins a la versió 3.4, va ser inclosa al gènere Mohoua a partir a les versions posteriors,arran els treballs d'Aidala et al. 2013.

## Hàbitat i distribució
Habita boscos i vegetació secundària de la zona meridional de Nova Zelanda, a l'illa del Sud i l'illa Stewart.